# Rōmaji
Rōmaji (Nhật: ローマ字 (La Mã Tự) nghĩa: chữ La Mã) là hệ thống ký âm bằng chữ cái Latinh để ghi âm tiếng Nhật. Rōmaji được dùng giúp người nước ngoài khi bắt đầu học tiếng Nhật, khi cần biết tên người và vật ở Nhật Bản mà không biết tiếng Nhật. Có một số hệ thống kí âm Latinh tiếng Nhật khác nhau. Ba hệ thống chính là Hepburn, Kunrei-shiki (ISO 3602) và Nihon-shiki (ISO 3602 Chặt chẽ). Hiện nay, các biến thể của hệ thống Hepburn được sử dụng rộng rãi nhất.

## Lịch sử việc Latinh hóa tiếng Nhật
Việc Latinh hóa tiếng Nhật bắt đầu từ thế kỷ 16 do các nhà truyền đạo Kitô người Bồ Đào Nha muốn học tiếng Nhật để dễ bề truyền giáo (tương tự như việc tạo chữ Quốc ngữ cho tiếng Việt trong giai đoạn chữ Hán và chữ Nôm vẫn là văn tự chủ yếu). Vì vậy Rōmaji đã hình thành căn cứ trên âm vựng tiếng Bồ chứ không phải là cách chuyển tự từ kana. Rōmaji lúc bấy giờ chỉ dùng hạn chế trong giới giáo sĩ.
Mãi đến năm 1867, nhà truyền giáo người Mỹ James Curtis Hepburn (1815 - 1911) mới có sáng kiến tạo ra hệ thống chuyển tự một-đối-một từ Kana sang chữ cái Latinh. Đó chính là chữ Rōmaji theo hệ thống Hepburn dùng ngày nay. Hepburn lúc bấy giờ đã soạn ra cuốn từ điển Wa-ei gorin shūsei lại được hội cải cách văn tự Rōmaji Kai chọn năm 1885 làm mẫu để chuyển tự nên lối Hepburn dần chiếm ưu thế. Vì Hepburn là người Mỹ nói tiếng Anh nên lối Hepburn cũng mang ít nhiều ảnh hưởng cách viết của tiếng Anh. Ví dụ như ši sau đổi viết shi và tša đổi thành cha hợp với nhãn quan người nói tiếng Anh.

## Các hệ thống hiện đại

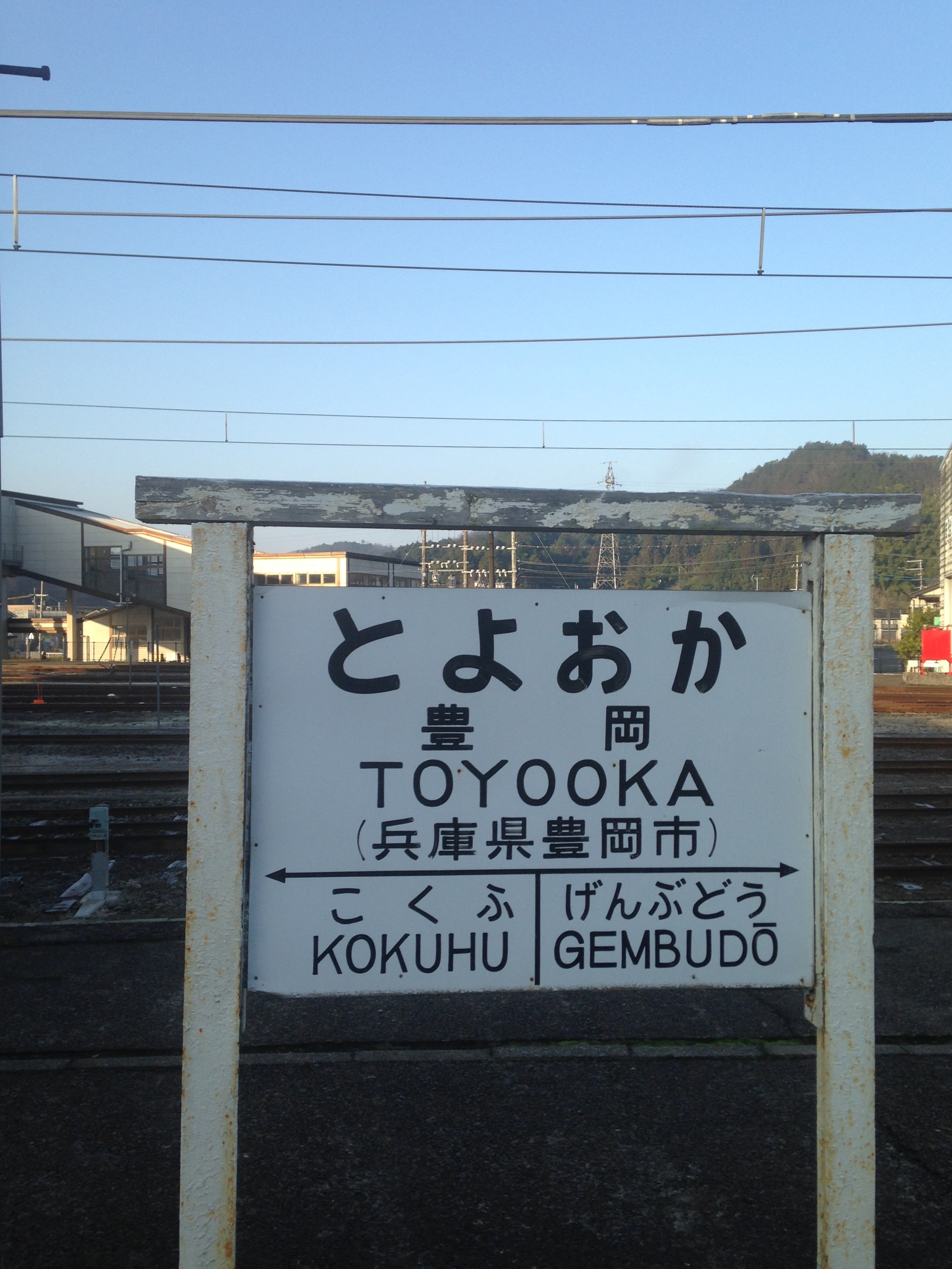
Biển báo cũ từ JNR tại ga Tooyoka hiển thị hệ Latinh hóa không nhất quán. Mặc dù về căn bản Hepburn đã được sử dụng, Kuhuku là dạng kunrei-shiki (sẽ là Kufuku ở dạng Hepburn)

### Hepburn
Hệ phiên âm Latinh Hepburn thường tuân theo âm vị tiếng Anh với các nguyên âm Roman. Đây là một phương pháp trực quan để hiện thị với người dùng tiếng Anh phát âm của một từ trong tiếng Nhật. Nó đã được chuẩn hóa ở Hoa Kỳ với tư cách là Hệ thống tiêu chuẩn quốc gia Hoa Kỳ cho Latinh hóa tiếng Nhật (Hepburn sửa đổi), nhưng trạng thái đó đã bị bãi bỏ vào ngày 6 tháng 10 năm 1994. Hepburn là hệ thống Latinh hóa phổ biến nhất được sử dụng, đặc biệt ở thế giới nói tiếng Anh.
Hệ thống Latinh hóa Hepburn thay đổi sử dụng một dấu trường âm để chỉ một số nguyên âm dài và một dấu phẩy trên (dấu nháy đơn) để đánh dấu sự tách riêng của các âm vị dễ nhầm lẫn (thường là âm n ん với một nguyên âm không hoặc bán nguyên âm theo sau). Ví dụ, tên じゅんいちろう được viết với chữ kana dạng  ju-n-i-chi-ro-u và Latinh hòa là Jun'ichirō với Hepburn thay đổi. Không có dấu nháy đơn, sẽ không có khả năng phân biệt cách đọc đúng này với cách đọc sai  ju-ni-chi-ro-u (じゅにちろう). Hệ thống này được sử dụng rộng rãi ở Nhật Bản và bao gồm cả các học sinh, sinh viên và học giả nước ngoài.

### Nihon-shiki
Hệ phiên âm Latinh Nihon-shiki có trước hệ thống Hepburn, nó đã được phát minh như một phương pháp cho người Nhật để viết ngôn ngữ của họ bằng chữ Latinh, được ưu tiên hơn là ghi lại tiếng Nhật cho người phương Tây như Hepburn. Nó theo sát âm tiết tiếng Nhật rất chặt chẽ, với không một sự thay đổi nhỏ nào trong phát âm. Nó cũng đã được chuẩn hóa với ISO 3602 Chặt chẽ. Cũng được biết đến là Nippon-shiki, kết xuất trong kiểu Nihon-shiki của Latinh hóa với tên Nihon-shiki hoặc Nippon-shiki.

### Kunrei-shiki
Hệ phiên âm Latinh Kunrei-shiki là một phiên bản được sửa đổi đôi chút của Nihon-shiki, nó loại bỏ sự khác nhau giữa âm tiết kana và phát âm hiện đại. Ví dụ, chữ づ và ず đều được phát âm gần như nhau trong tiếng Nhật hiện đại, và như thế Kunrei-shiki và Hepburn bỏ qua sự khác nhau trong kana và tái hiện bằng cùng một âm (zu). Nihon-shiki, mặt khác, sự Latinh hóa づ thành du, nhưng ず thành zu. Tương tự đối với cặp じ và ぢ, chúng đều là zi trong Kunrei-shiki và ji trong Hepburn, nhưng là zi và di tương ứng trong Nihon-shiki. Xem bảng dưới cho thông tin chi tiết.
Kunrei-shiki đã được chuẩn hóa bởi Chính phủ Nhật Bản và Tổ chức tiêu chuẩn hóa quốc tế với ISO 3602. Kurei-shiki đã được dạy cho học sinh tiểu học Nhật Bản trong năm giáo dục thứ 4. 
Viết trong Kunrei-shiki, tên của hệ thống sẽ được kết xuất là Kunreisiki.

### Các biến thể khác
Đó có khả năng là bổ sung thông tin cho các hệ Latinh hóa để giúp người không bản ngữ nói tiếng Nhật phát âm các từ tiếng Nhật chính xác hơn. Các bổ sung điển hình bao gồm các dấu thanh điệu để chỉ cao độ tiếng Nhật và các dấu phụ để phân biệt những sự thay đổi ngữ âm. Chẳng hạn như sự đồng hóa mora âm mũi  /ɴ/.

### JSL
JSL là một hệ thống Latinh hóa dựa trên âm vị tiếng Nhật, được thiết kế sử dụng các nguyên tắc ngôn ngữ học sử dụng bởi các nhà ngôn ngữ học trong thiết kế hệ các chữ viết cho các ngôn ngữ. Nó hoàn toàn là một hệ thống âm vị, sử dụng chính xác một ký tự cho mỗi âm vị và đánh dấu cao độ dùng các dấu phụ. Được tạo ra bởi hệ thống dạy tiếng Nhật của Eleanor Harz Jorden. Nguyên tắc cơ bản của nó là một hệ thống giúp các học viên có thể tiếp thu âm vị của tiếng Nhật tốt hơn. Kể từ khi nó không có các ưu điểm của các hệ thống khác cho người không phải bản ngữ và người Nhật đã có một hệ chữ viết cho ngôn ngữ của họ rồi, JSL đã không được sử dụng rộng rãi bên ngoài môi trường giáo dục.

## Bảng chuyển tự giả danh sang Rōmaji hệ Hepburn cải tiến
|      | あア | いイ | うウ | えエ | おオ  | （Các âm ghép） | （Các âm ghép） | （Các âm ghép） |
| あア | a    | i    | u    | e    | o     |                 |                 |                 |
| かカ | ka   | ki   | ku   | ke   | ko    | kya             | kyu             | kyo             |
| さサ | sa   | shi  | su   | se   | so    | sha             | shu             | sho             |
| たタ | ta   | chi  | tsu  | te   | to    | cha             | chu             | cho             |
| なナ | na   | ni   | nu   | ne   | no    | nya             | nyu             | nyo             |
| はハ | ha   | hi   | fu   | he   | ho    | hya             | hyu             | hyo             |
| まマ | ma   | mi   | mu   | me   | mo    | mya             | myu             | myo             |
| やヤ | ya   | (i)  | yu   | (e)  | yo    |                 |                 |                 |
| らラ | ra   | ri   | ru   | re   | ro    | rya             | ryu             | ryo             |
| わワ | wa   | (wi) |      | (we) | o(wo) |                 |                 |                 |
| んン | n    |      |      |      |       |                 |                 |                 |
| がガ | ga   | gi   | gu   | ge   | go    | gya             | gyu             | gyo             |
| ざサ | za   | ji   | zu   | ze   | zo    | ja              | ju              | jo              |
| だダ | da   | (ji) | (zu) | de   | do    | (ja)            | (ju)            | (jo)            |
| ばバ | ba   | bi   | bu   | be   | bo    | bya             | byu             | byo             |
| ぱパ | pa   | pi   | pu   | pe   | po    | pya             | pyu             | pyo             |

Trong trường hợp nguyên âm kéo dài thường được tạo bởi gắn thêm âm う (u) vào sau các nguyên âm khác, khi chuyển sang Rōmaji, âm う (u) sẽ được chuyển thành một dấu gạch ngang phía trên nguyên âm chính, gọi là dấu trường âm.

## Ví dụ
| Kanji      | Kana             | Rōmaji         | Hán-Việt               | Nghĩa          |
| ---------- | ---------------- | -------------- | ---------------------- | -------------- |
| 富士山     | ふじさん         | Fuji-san       | Phú Sĩ sơn             | Núi Phú Sĩ     |
| 東京都     | とうきょうと     | Tōkyō-to       | Đông Kinh đô           | Thủ đô Tokyo   |
| 日光の社寺 | にっこうのしゃじ | Nikkō no Shaji | Nhật Quang (chi) xã tự | Đền chùa Nikkō |
| 越南       | ベトナム         | Betonamu       | Việt Nam               | Việt Nam       |